# Erica tenuis
Erica tenuis là một loài thực vật có hoa trong họ Thạch nam. Loài này được Salisb. mô tả khoa học đầu tiên năm 1802.